# Baktüttös
Baktüttös község Zala vármegyében, a Zalaegerszegi járásban. 

## Fekvése
A Zalai-dombság területén, a Göcsejben fekszik.
A közvetlenül határos települések: észak felől Bak, kelet felől Söjtör, dél felől Tófej, nyugat felől pedig Zalatárnok.

### Megközelítése
Legfontosabb közúti elérési útvonala a Balatontól (Keszthelytől) Lenti-Rédics térségéig, illetve az országhatárig vezető 75-ös főút, ez az északi határszélétől pár száz méterre húzódik északkelet-délnyugati irányban. Főutcája a Bak-Páka között húzódó 7543-as út.
Vonattal a település a MÁV 23-as számú Rédics–Zalaegerszeg-vasútvonalán közelíthető meg; Baktüttös megállóhely a vonal állomásainak viszonylatában Bak vasútállomás és Tófej megállóhely között helyezkedik el; fizikailag a község délkeleti szélén található, s lényegében csak gyalogúton érhető el.

## Története
Tüttös („Teu Teus”) első írásos említése Bakkal együtt 1239-ből maradt fenn. Középkori története nem ismeretes, de feltételezhető, hogy Bakkal együtt cserélt gazdát. A 16. században teljesen elnéptelenedett a törökök pusztítása miatt.
Lassú újratelepedése 1718-ban elkezdődött, de a település a 18. és 19. században sem fejlődött sokat, elsősorban nagyon rossz minőségű termőföldjei miatt. A falu elmaradottságát az is fokozta, hogy elzárt településnek számított, amit az is mutat, hogy tizedet senkinek sem fizetett, és papját is természetbeni juttatásokkal látta el.
Az 1950-es évektől lakosai közül sokan Zalaegerszegen találtak munkát, s ennek következtében megindult az elvándorlás  községből.

## Közélete

### Polgármesterei
- 1990–1994: Hajgató Gyula (független)[3]
- 1994–1998: Hajgató Gyula (független)[4]
- 1998–2002: Fitos Zoltán (független)[5]
- 2002–2006: Kámán Krisztián (független)[6]
- 2006–2010: Kámán Krisztián (független)[7]
- 2010–2014: Béres László (független)[8]
- 2014–2019: Béres László (független)[9]
- 2019–2024: Béres László (független)[10]
- 2024– : Béres László (független)[1]

## Népesség
A település népességének változása:
| Lakosok száma | 333  | 332  | 352  | 343  | 324  | 334  | 330  |
|               | 2013 | 2014 | 2015 | 2021 | 2022 | 2023 | 2024 |

A 2011-es népszámlálás idején a nemzetiségi megoszlás a következő volt: magyar 87,46%, cigány 10,5%, német 0,87%. 71,4% római katolikusnak, 6,38% felekezeten kívülinek vallotta magát (19,5% nem nyilatkozott).
2022-ben a lakosság 93,8%-a vallotta magát magyarnak, 11,7% cigánynak, 1,2% németnek, 0,6% horvátnak, 0,3% szerbnek, 1,2% egyéb, nem hazai nemzetiségűnek (5,9% nem nyilatkozott; a kettős identitások miatt a végösszeg nagyobb lehet 100%-nál). Vallásuk szerint 56,8% volt római katolikus, 1,9% református, 0,3% evangélikus, 0,3% izraelita, 1,5% egyéb keresztény, 0,3% egyéb katolikus, 5,2% felekezeten kívüli (33,6% nem válaszolt).

## Nevezetességei
- Ördög Gyurkó vára, egy feltehetően 13. századi vármaradvány a községtől délkeletre
- Harangláb
- Kőkeresztek